# زرنگار
زرنگار نرم‌افزاری برای واژه‌پردازی زبان فارسی است که ابتدا در سال ۱۳۷۵ از سوی شرکت نرم‌افزاری سینا عرضه شد. این نرم‌افزار با توجه به قابلیت‌های خود، در حوزهٔ چاپ و نشر تقریباً بی‌رقیب بود و ناشرانِ بسیاری از آن استفاده می‌کردند. نسخه‌های ۷۵ و ۷۶ این نرم‌افزار تحت سیستم‌عامل داس بودند، تا این‌که در سال ۱۳۷۹، اولین نسخه‌ای که تحت ویندوز کار می‌کرد، عرضه شد.
این نرم‌افزار همچنین دارای لغت‌نامهٔ فارسی اختصاصی برای غلط‌گیری است.